# Bill Wratten
Sir William „Bill“ John Wratten, GBE, CB, AFC (* 15. August 1939) ist ein ehemaliger britischer Offizier der Royal Air Force, der als General (Air Chief Marshal) zuletzt zwischen 1994 und 1997 Oberkommandierender des RAF Strike Command war.

## Leben

### Offiziersausbildung und Offizier
William John Wratten begann nach dem Besuch der Chatham House Grammar School in Ramsgate 1958 eine Offiziersausbildung am Royal Air Force College Cranwell. Nach deren Abschluss wurde er 1960 als Berufssoldat (Permanent Commission) mit dem Dienstgrad eines Leutnants (Pilot Officer) in die Royal Air Force (RAF) übernommen. Er fand zahlreiche Verwendungen als Offizier und wurde 1973 mit dem Air Forde Cross (AFC) ausgezeichnet. Im November 1975 wurde er als Oberstleutnant (Wing Commander) Kommandeur (Commanding Officer) der No. 23 Squadron RAF und verblieb auf diesem Posten bis 1977. Am 5. September 1980 wurde er Kommandant des Luftwaffenstützpunktes RAF Coningsby und hatte diese Funktion bis 1982 inne. Im Anschluss wurde er 1982 während des Falklandkrieges Kommandant des Luftwaffenstützpunktes RAF Stanley und verblieb dort bis Dezember 1983. Während dieser Zeit wurde er 1982 Commander des Order of the British Empire (CBE).

### Aufstieg zumAir Chief Marshal
Im Dezember 1983 wechselte Wratten als Brigadegeneral (Air Commodore) in den Luftwaffenstab und war dort bis September 1986 Leiter des Referats für operationelle Anforderungen (Director of Operational Requirements). Danach fungierte er zwischen September 1986 und Februar 1989 als Leitender Stabsoffizier SASO (Senior Air Staff Officer) der No. 1 Group RAF. Am 17. März 1989 wurde er als Generalmajor (Air Vice-Marshal) Kommandeur AOC (Air Officer Commanding) der No. 11 Group RAF und verblieb bis zum 16. September 1991 auf diesem Posten. Er war in dieser Funktion während des Zweiten Golfkrieges zwischen Januar und März 1991 zugleich stellvertretender Befehlshaber der britischen Streitkräfte im Nahen Osten (Deputy Commander British Forces Middle East) sowie Luft-Kommandeur der britischen Streitkräfte im Nahen Osten (Air Commander British Forces Middle East). Für seine dortigen Verdienste wurde er 1991 Companion des Order of the Bath (CB) sowie ferner am 29. Juni 1991 zum Knight Commander des Order of the British Empire (KBE) geschlagen, so dass er seitdem das Prädikat „Sir“ führt.
Als Generalleutnant (Air Marshal) war er zwischen 1992 und 1994 Generaldirektor des Saudi-Arabien-Streitkräfteprojekts (Director-General, Saudi Arabia Armed Forces Project). Zuletzt wurde zum General (Air Chief Marshal) befördert und im Juli 1994 Nachfolger von Air Chief Marshal Sir Richard Johns als Oberkommandierender des Luftangriffskommandos (Air Officer Commanding-in-Chief, RAF Strike Command). Er verblieb in dieser Funktion bis zu seinem Ausscheiden aus dem aktiven Militärdienst im Juli 1997 und wurde dann von Air Chief Marshal Sir John Allison abgelöst. Am 31. Dezember 1997 er zum Knight Grand Cross des Order of the British Empire (GBE) erhoben. Zu Beginn seines Ruhestands war er von 1998 bis 2000 Militärischer Chefberater von Rolls-Royce Defence (Europe), einem Tochterunternehmen der Rolls-Royce Group.